# 2018年重庆万州公交车坠江事故

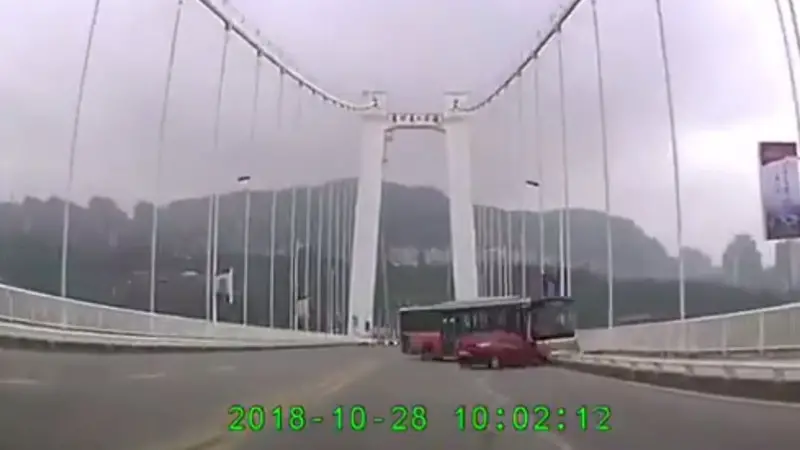
公交车冲下桥边护栏瞬间，并撞上一辆红色小轿车

2018年重庆万州公交车坠江事故是於2018年10月28日上午10時08分發生在中華人民共和國重慶市萬州區萬州長江二橋的一起交通事故。當時一辆萬州公交22路車（环湖线，起点与终点站均为「港口站」）由長江南岸的江南新區開往北岸萬州城區，行駛到萬州長江二橋中段處時，车辆突然越过道路中心实线，撞击对向正常行驶的紅色小轿车后墜入長江。根據公开還原的车内录像显示，彼时司机与乘客发生冲突，司机向左轉動方向盤過猛直接導致了車輛坠江。事故导致包括司机在内的15人遇难。

## 事故过程

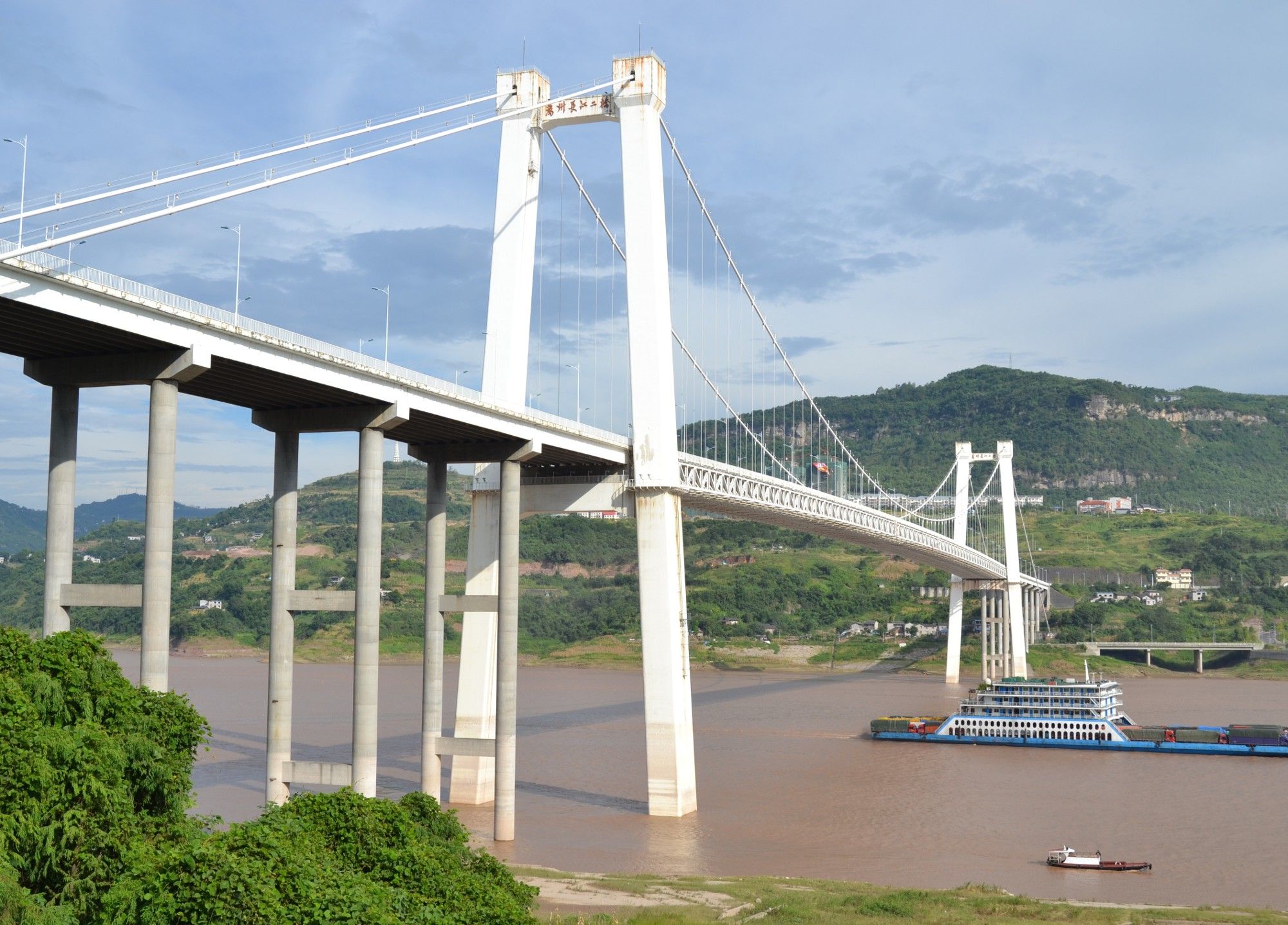
萬州長江二橋，攝於2012年

2018年10月28日上午10時08分，司机冉涌驾驶一辆萬州22路公交車（渝F27085号大型普通客车）由江南新区往北滨路行驶，当车行驶至万州长江二桥中段时，突然越过道路中心实线，由城区开往江南新区的红色小型轿车相撞，随后公交车冲破护栏坠入长江。事故公交車的所有者为重庆市万州汽车运输（集团）有限责任公司万州公交分公司。事故小型轿车车内只有驾驶员，事故造成车辆受损，驾驶人受伤。
事故发生地萬州長江二橋於2004年9月通車，桥上道路為雙向四線道，全寬20米，且設有道路中心實線。一名不愿具名的工程师表示，长江二桥于2001年开始修建，当时修建的护栏并不满足现在的防护标准。如果按照现行的标准进行加固，公交车不会坠入江中。
事故发生后，重庆市万州区公安局交巡警支队将小型轿车司机控制，随后该司机被送入北山中西医结合医院接受治疗。10月30日，其丈夫向媒体称妻子已被解除控制，平安回到家中。

## 救援打捞工作
重慶市公安消防總隊派出50名人員、5輛消防車、2艘衝鋒舟到現場搜救，水上支队與其他支隊也為增援現場作準備。通过声呐已经确定坠江公交车位置。中央方面，中華人民共和國應急管理部黨組書記黃明立即通过视频連線進行指揮調度，並協調各部門參與搜救工作，同時應急管理部副部長孫華山則帶隊前往事發現場指導救援處置。此外蓝天救援也参与救援。
万州长江二桥在事故后随即全面封桥，包括22路在内的过桥公交线路则进行相应调整。
10月30日晚上潜水员在车内找到行车数据记录仪，拆除后于31日深夜打捞出水。31日早上7點45分，開始逐段吊放纜繩等裝備，由潛水員拴套和固定公交車輛；晚上23时28分，坠江公交车被打捞出水。

## 事故调查
事故调查工作于事发后开展，参与部门包括交通运输部与重庆市及万州区各级公安机关。11月2日10时市政府舉行新闻通气会，公布公交车坠江原因：结合救援工作中打捞出的行车记录仪存储卡的数据与事发前周边车辆与群众记录和描述，确定该事故原因为车内一名乘客刘桂平（女，48岁，万州区人）因不知道公交线路已改道且未理会司机冉涌（男，42岁，万州区人）的报站提醒，乘车过站后与冉涌发生争执逾五分鐘，行至万州长江二桥时演变成互殴，約兩秒後司机冉涌失去对公交车控制，导致越过中心线后撞击对向行驶的红色轿车与护栏后落入长江中。警方通报还表示，涉事司机冉涌事前未有饮酒，精神状态正常，路况及车况良好。涉事乘客刘某及公交司机冉涌均涉嫌触犯危害公共安全罪，但因二人均已死亡而不予追究。

## 原因误报
事故发生后，曾有多家媒体报道称「事故发生前，轿车女车主驾车逆行」，或称事故原因为“一女性小轿车车主驾车逆行导致”，万州区政府应急办的工作人员在接受采访时也确认了这一说法。这一报道导致了网络舆论对于涉事小轿车车主以及整个女司机群体的猛烈抨击甚至谩骂。但之后重庆市公安局万州分局在事故通报中否认了这一说法，认定小轿车正常驾驶，并非事故原因。

## 后续影响

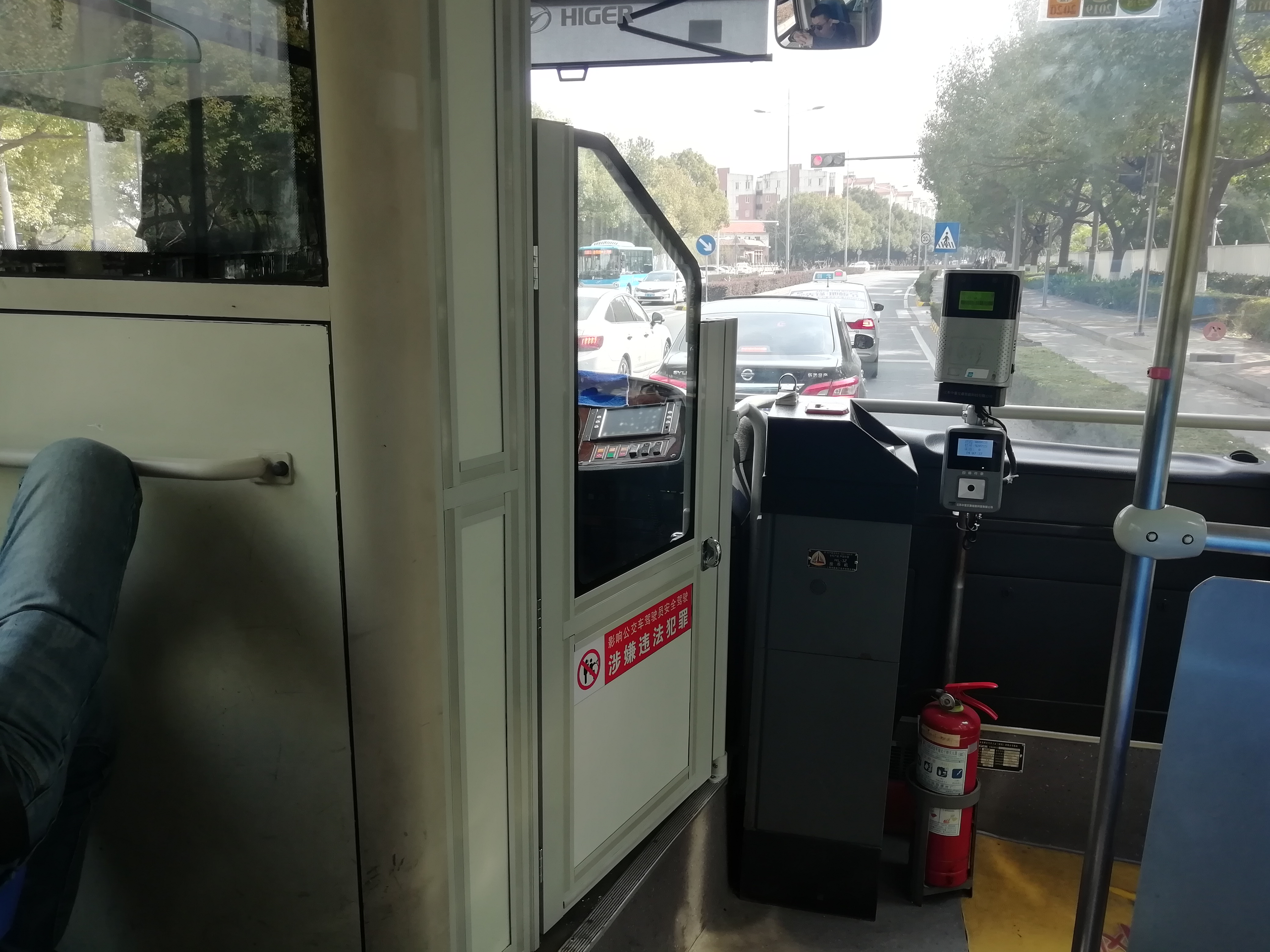
事发后，中国大陆多地开始在公交车上加装防护装置。图为苏州市一辆公交车上加装的防护装置，上方的警告为“影响公交车驾驶员安全行驶涉嫌违法犯罪”。

此次事故是一起因殴打驾驶人员所致的事故，而乘客在公交车上抢夺方向盘、变速杆，殴打、拉拽驾驶人员等现象此前已发生多起，因此对此类现象的讨论被推向高潮，引发公众关注。在此之后，全国各地仍在发生类似事件，而这一问题成为不容忽视的公共安全问题。为此，中華人民共和国相关部门通过多种手段打击妨害公共交通工具安全驾驶违法犯罪行为。2018年12月，交通运输部下发通知，部署开展营运客运汽车安全监控及防护装置整治专项行动。2019年1月，交通运输部印发《2019年交通运输安全生产工作要点》，指出“开展营运客运汽车安全监控及防护装置整治专项行动，加快推进城市公共汽电车驾驶区域安全隔离设施的配备应用”。同月，最高人民法院、最高人民检察院和公安部联合印发了《关于依法惩治妨害公共交通工具安全驾驶违法犯罪行为的指导意见》，明确对于乘客实施“抢夺方向盘、变速杆等操纵装置，殴打、拉拽驾驶人员”等“具有高度危险性的妨害安全驾驶行为”的，按以危险方法危害公共安全罪定罪处罚，并强调即使尚未造成严重后果，一般也不得适用缓刑；具有“持械袭击驾驶人员”等几类特定情形的，予以从重处罚。该意见同时规定，对正在进行妨害安全驾驶的违法犯罪行为，乘客等人员有权采取措施予以制止，符合条件的，应认定为正当防卫；另根据相关规定，此类行为属于见义勇为。

### 電影
- 2001年威尼斯電影節獲獎香港電影《車四十四》，女司機被劫匪調戲憤而墜江，報復冷漠坐視的乘客，媒體報導本事件時常有提起此電影[31]

### 電視劇
- 2023年無綫電視劇《新聞女王》，劇中的過站男乘客要求車長下車，但被車長拒絕，接著干擾車長駕駛，之後失控翻側並發生雙層巴士翻側事故，由此事故的司機個人原因改編而成

### 類似事故
司機個人原因
- 2016年台灣陸客團火燒車，台灣司機因為指姦女導遊判刑被妻兒拋棄，飲高粱酒壯膽後，行車時縱火自焚拉乘客陪葬，全員燒死，包括遼寧省旅行團24人。
- 大埔公路雙層巴士翻側事故
- 2020年貴州公交車墜入虹山湖水庫事件

其他
- 2000年柳州公交车坠江事故
- 2003年香港屯門公路巴士墮坡事故